# Igreja Ortodoxa Autocéfala Ucraniana (1942-1944)
A Igreja Ortodoxa Autocéfala Ucraniana (ucraniano: Українська автокефальна православна церква; russo: Украинская автокефальная православная церковь) ou "Igreja Ortodoxa Autocéfala nas Terras Libertadas da Ucrânia", foi uma jurisdição da Igreja Ortodoxa na Ucrânia que surgiu em 1942 no Reichskommissariat Ukraine, estabelecida a partir da Igreja Ortodoxa Polonesa. Deixou de existir após a ocupação da Ucrânia pelas tropas soviéticas, mas continuou suas atividades no exílio e na diáspora.